# Alargamiento compensatorio
En fonología y lingüística histórica, un alargamiento compensatorio es el alargamiento de un sonido vocálico que ocurre a causa de la pérdida de la consonante siguiente, generalmente en la coda silábica. Algunos ejemplos:
- En variantes del andaluz, la /s/ del plural (zagales) se transforma en una aspiración en un primer paso (zagaleh), y finalmente se alarga la vocal anterior (zagalē), o bien varía la vocal (zagalɚ).
- En inglés, en los tiempos de Chaucer la palabra night (noche) se pronunciaba como /nixt/. Posteriormente la /x/ se perdió, y la /i/ se alargó hasta /iː/ por alargamiento compensatorio (tras el gran desplazamiento vocálico y la diptongación, la /iː/ se transformó en /aɪ/).

- Datos: Q1361694